# بانک مشترک ایران و ونزوئلا
بانک مشترک ایران و ونزوئلا بانکی است که در سال ۱۳۸۸ به‌منظور تسهیل روابط اقتصادی ایران و ونزوئلا تأسیس شد.

## تاریخچه
بانک مشترک ایران و ونزوئلا براساس موافقت نامه مورخ ۲۱ اسفند ماه ۱۳۸۳ منعقده میان نمایندگان دو کشور جمهوری اسلامی ایران و جمهوری بولیواری ونزوئلا و مستند به ”قانون قرارداد جامع همکاری بین دولت جمهوری اسلامی ایران و دولت جمهوری بولیواری ونزوئلاً که در فروردین ماه سال ۱۳۸۴ به تصویب مجلس شورای اسلامی و تأیید شورای نگهبان رسید، تأسیس شده‌است.
به موجب موافقتنامه منعقده مورخ ۲۸ آبان‌ماه ۱۳۸۶ بین نمایندگان دو کشور درخصوص تأسیس بانک مشترک ایران و ونزوئلا و با کسب مجوز شماره ۷۳۷/هـ مورخ۱۳۸۷/۰۲/۱۷ بانک مرکزی جمهوری اسلامی ایران، بانک مشترک ایران و ونزوئلا در تاریخ ۱۳۸۸/۱۱/۰۵ نزداداره کل ثبت شرکت‌ها و مؤسسات غیر تجاری در ایران، تحت شماره ۳۶۵۷۳۲ و شناسه ملی ۱۰۳۲۰۱۶۲۷۱۳ به ثبت رسید و فعالیت خود را به صورت رسمی آغاز کرد. بایگانی‌شده  در ۲۵ دسامبر ۲۰۱۶ توسط Wayback Machine  بایگانی‌شده  در ۱۰ اوت ۲۰۲۰ توسط Wayback Machine
 بایگانی‌شده  در ۲۰۲۰-۱۰-۰۹ توسط Wayback Machine

## موضوع فعالیت
بر اساس ماده ۲ اساسنامه، فعالیت اصلی بانک عبارت است از:
- ارزیابی و اجرای طرح‌ها و برنامه‌های سرمایه‌گذاری در زمینه‌های صنعت، تجارت، امور زیربنایی مسکن، انرژی، بازارهای سرمایه، فناوری و همچنین طرح‌ها و برنامه‌های توسعه اجتماعی؛
- پرداخت تسهیلات و اعطای اعتبار به هر شخص حقیقی و حقوقی؛
- دریافت تسهیلات و اعتبار از موسسات یا بانک‌ها و سازمان‌های مالی داخلی و خارجی؛
- قبول نمایندگی و انجام خدمات برای وزارتخانه‌ها، موسسات و بانک‌های داخلی و خارجی در زمینه پرداخت وام و اعطای اعتبار و وصول مطالبات و مشارکت در زمینه‌های مختلف اقتصادی و بازرگانی و سرمایه‌ای؛
- افتتاح حساب و نگهداری حساب جاری، پس‌انداز و سایر حساب‌های مشابه؛
- فعالیت‌های تأمین مالی جهت ارتقاء صادرات کالا و خدمات از طریق موسسات تخصصی مالی؛
- صدور اوراق بهادار جهت ورود به بازارهای سرمایه‌ای طرفین یا بازارهای سرمایه‌ای بین‌المللی به منظور تأمین مالی طرح‌های تخصصی و کمک به ارتقاء نقدینگی بنگاه‌های اقتصادی؛
- تدوین و ایجاد شیوه‌ها و پیمان‌ها با سایر موسسات مالی به منظور بنا نهادن شبکه‌های همکاری فنی و مالی و کمک گرفتن از آنها؛
- خرید اوراق و اسناد از قبیل سفته، بروات، انجام سایر معاملات مربوط به آنها؛
- انجام معاملات ارزی؛
- افتتاح اعتبارنامه و ابلاغ آن اعم از اسنادی یا غیر آن انجام هرگونه عملیات مربوطه؛
- ترخیص کالا ازگمرکات، حمل و نقل کالا از انبار و گمرکات به حساب بانک یا مشتریان و معامله قبوض انبارهای عمومی؛
- انجام هرگونه عملیات بیمه مربوط به بانک یا حساب مشتریان نزدشرکت‌های بیمه؛
- تدوین راهکارها و برنامه‌ها جهت ارتقاء و پیوند اقتصادی دو کشور، انجام سایر عملیات بانکی بازرگانی مجاز در داخل و خارج از کشور. بایگانی‌شده  در ۲۵ دسامبر ۲۰۱۶ توسط Wayback Machine

## چشم‌انداز بانک
بانک مشترک ایران و ونزوئلا، به عنوان یک بانک جامع بین‌المللی با تکیه بر دانش، سرمایه‌های انسانی متخصص و اصول تعالی سازمانی، از طریق ارائه خدمات جامع بانکی و گسترش یافته در سرتاسر جهان در راستای توسعه اهداف اقتصادی و تجارت خارجی جمهوری اسلامی ایران و جمهوری بولیواری ونزوئلا، ضمن تعهد به ایجاد رضایت حداکثری برای مشتریان و ذینفعان بانک، الگویی از یک بانک بین‌المللی توسعه یافته در نظام بانکی کشور را ارائه می‌دهد.

## مأموریت بانک
بانک مشترک ایران و ونزوئلا با هدف پیشبرد توسعه اقتصادی در دو کشور جمهوری اسلامی ایران و جمهوری بولیواری ونزوئلا و در چارچوب قوانین و مقررات داخلی و استانداردهای بین‌المللی تلاش دارد از طریق شناسایی نیازهای مشتریان، جذب و تجهیز منابع مالی از بازارهای پول و سرمایه داخلی و خارجی، تأمین مالی طرح‌های سرمایه‌گذاری و توسعه تجارت، و ارایه سایر خدمات بانکی و مشاوره‌ای به مشتریان خود در سرتاسر جهان، ضمن حداکثرسازی منافع اقتصادی بانک، زمینه لازم برای حضور و توسعه فعالیت‌های تجار، سرمایه‌گذاران و فعالان سایر بخش‌های تولیدی و خدماتی دو کشور را در سطح بین‌المللی فراهم کند. بایگانی‌شده  در ۲۵ دسامبر ۲۰۱۶ توسط Wayback Machine

## سرمایه بانک
سرمایه ثبت شده بانک مشترک در بدو تأسیس مبلغ ۵٬۶۷۹ میلیارد ریال شامل ۵۶۷٬۹۴۸ سهم به ارزش ۱۰ میلیون ریال با نام بوده‌است و بانک برنامه افزایش سرمایه تا ۱۰ هزار میلیارد ریال را دارد که مراحل آن در دست پیگیری است.  بایگانی‌شده  در ۲۵ دسامبر ۲۰۱۶ توسط Wayback Machine

## شعب بانک
بانک مشترک ایران و ونزوئلا دارای تنها یک شعبه در شهر تهران است که در تهران، میدان شیخ بهایی، خیابان سئول، نبش کوچه ماهتاب، پلاک ۱۹، همچنین ساختمان مرکزی بانک مشترک ایران و ونزوئلا در میدان شیخ بهائی، ابتدای سئول، کوچه ماهتاب، پلاک ۵۰ واقع شده‌است.

## مدیران عامل
اولین مدیرعامل این بانک در بدو تأسیس، پرویز شهریاری بود که از سال ۱۳۸۸ تا ۵ دی ۱۳۹۲ در این سمت فعالیت داشت. سپس داوود بنایی از دی ۱۳۹۲ تا دی ۱۳۹۷ مدیرعامل این بانک شد که بیشترین دوران مدیرعاملی در این بانک متعلق به او بوده‌است. بعد از وی سعید مستشار از اوایل سال ۱۳۹۸ تا مهر ۱۴۰۰ مدیرعامل این بانک بود و از مهر ۱۴۰۰ تاکنون محمد قضائی پاکدهی به عنوان مدیرعامل مسئولیت این بانک را به عهده دارد. بایگانی‌شده  در ۱۶ فوریه ۲۰۲۱ توسط Wayback Machine

## اخبار
- مشترک ایران و ونزوئلا با سود خالص ۱۹۱۵ میلیارد ریالی، به مجمع می‌رود
- سرپرست بانک مشترک ایران و ونزوئلا شد
- سهام بانک مشترک ایران و ونزوئلا در بورس
- اولیه ۲۵ و ۱۷ درصد تأمین سرمایه تمدن و بانک ایران و ونزوئلا